# Kościół Wniebowzięcia Najświętszej Maryi Panny w Lasowicach Małych
Kościół Wniebowzięcia Najświętszej Maryi Panny – rzymskokatolicki kościół filialny w Lasowicach Małych, należący do dekanatu Kluczbork w diecezji opolskiej. Administracyjnie kościół podlega Parafii Narodzenia NMP w Chocianowicach, jednak duszpasterstwo prowadzi proboszcz parafii Narodzenia św. Jana Chrzciciela w Kuniowie.
Kościół stanowi jeden z 70 starych, drewnianych kościółków Śląska Opolskiego, będących na szlaku drewnianego budownictwa sakralnego, który w całości znajduje się w województwie opolskim.

## Historia kościoła

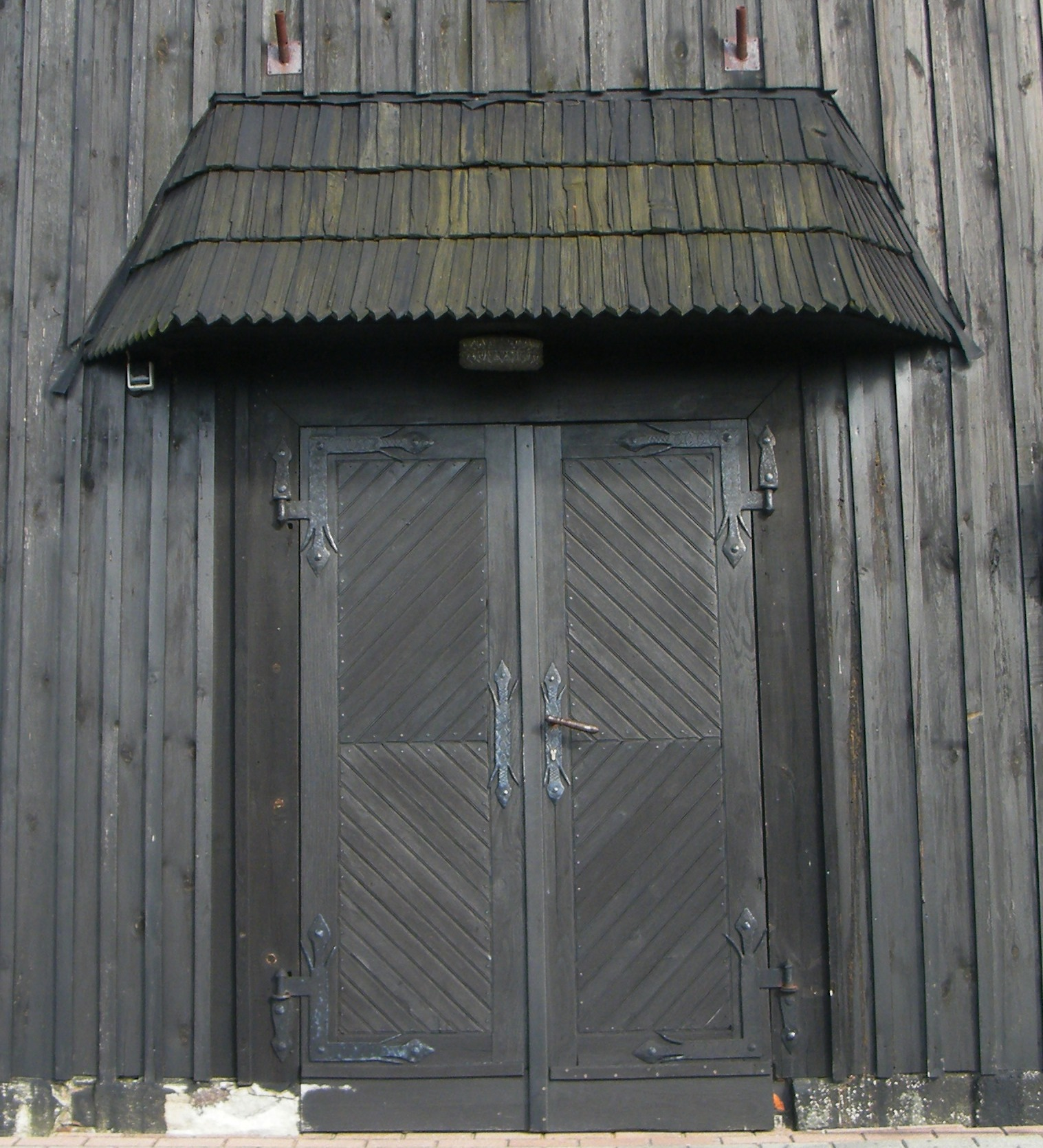
Wejście do kościoła

Kościół wzmiankowany był już w 1447 roku, obecny został zbudowany przez luteran w 1688 roku. Wielokrotnie przebudowywany. Pierwotnie pod wezwaniem św. Jakuba. Jest to świątynia jednonawowa, orientowana, o konstrukcji zrębowej, ze słupową wieżą z obwodem zmniejszającym się ku zwieńczeniu. Wewnątrz kościoła znajduje się w większości wyposażenie w stylu barokowym.